# Heerings Gård

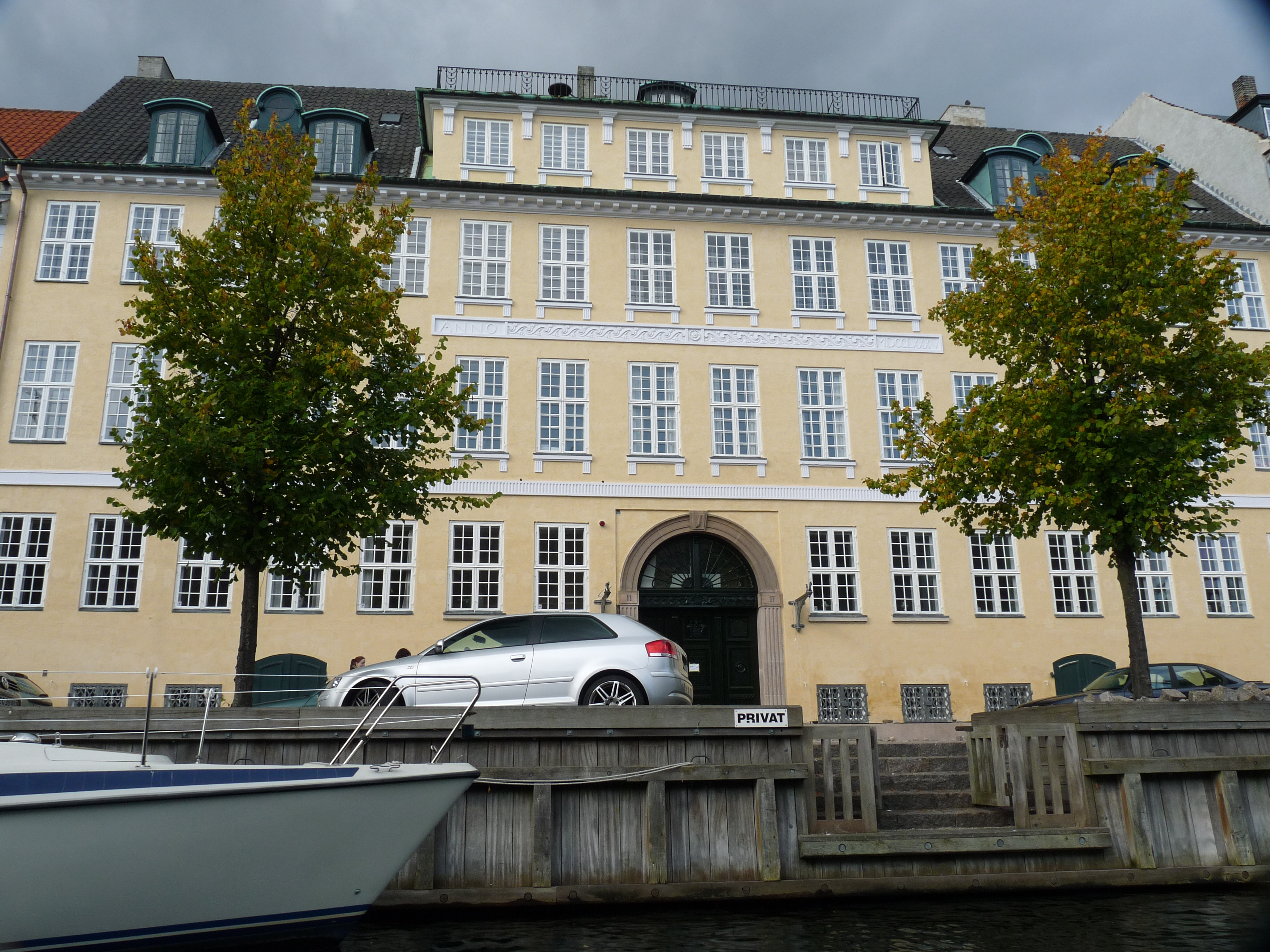
Heerings Gård in 2011

Heerings Gård is een historisch pand in Kopenhagen en het hoofdkantoor van het Deense Nordea-fonds.
Het pand aan de Overgaden neden Vandet 11 op Christianshavn is een monumentaal herenhuis dat in in 1785 werd gebouwd door de Bornholmse kapitein Hans Peter Kofoed (1743-1812), echtgenoot van Marie Kofoed.
Na de dood van Marie Kofoed in 1838 kwam het herenhuis via een veiling in handen van koopman en kersenlikeurproducent Peter Frederik Suhm Heering die het pand ombouwde tot likeurfabriek en hoofdkantoor. Heering bezat een deel zeilschepen die in Svaneke waren gebouwd. Een weg in Svaneke werd naar hem vernoemd.
In 1977 kocht Privatbanken het pand en richtte het in tot museum waarin onder andere de historische meubelen van Privatbankens eerste directeur C.F. Tietgens kantoor op Børsen staan tentoongesteld. Privatbanken werd later onderdeel van Nordea dat naast het museum in Heerings Gård het hoofdkantoor van het Nordea-fonds vestigde.
Het herenhuis, dat in 1918 een beschermde status kreeg, werd gerestaureerd en verbouwd in de jaren 1923-1927 alsook in 2008-2010.